# Rostocker Matrikelportal

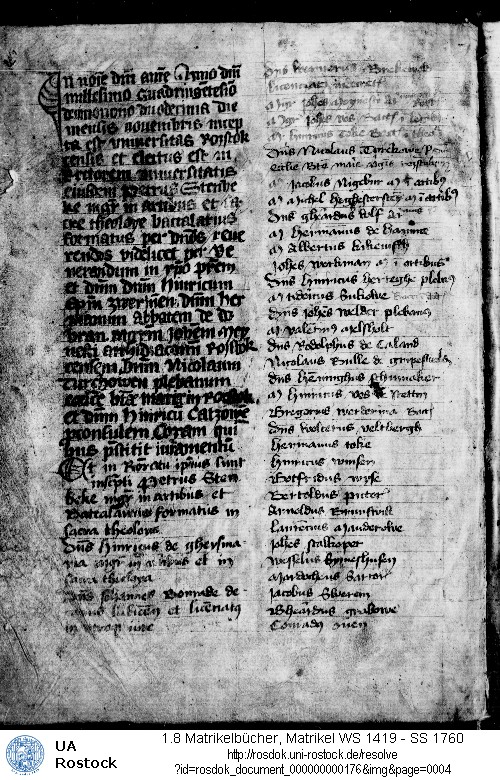
Rostocker Matrikel

Im Rostocker Matrikelportal werden etwa 200.000 Personenzeugnisse der Matrikel der Universität Rostock zugänglich gemacht. Kern des Portals sind Datenbanken der Immatrikulationen für die Zeiträume 1419–1831, 1831–1933, 1933–1945, 1945–1992 und 1992–heute sowie der Einträge in die Dekanatsbücher der Fakultäten (Promotionen, Rezeptionen) 1419–1831. Darüber hinaus werden digitale Bilder der originalen Matrikeln mit teils eigenhändigen Einschreibungen der Studierenden präsentiert. Nutzerkommentare ermöglichen eine Ergänzung der oft sehr knappen Angaben. Die Herkunftsorte der Studierenden werden auf einer interaktiven Karte angezeigt. Links führen zu den im Semester der Einschreibung tätigen Professoren (Catalogus Professorum Rostochiensium) und den angebotenen Vorlesungen. Über die GND-Nummer werden einzelne bekannte Studenten identifiziert und mit weiteren Informationsangeboten im Internet verknüpft.